# شون يزبك
شون يزبك (بالإنجليزية: Sean Yazbeck)‏ هو الفائز بالنسخة الخامسة من برنامج تلفزيون الواقع ذي أبرنتس الذي قدّمه رجل الأعمال الأمريكي دونالد ترامب.

## النشأة والمسيرة
ولد شون يزبك في 1972 في لندن بالمملكة المتحدة لأب لبناني وأم إرلندية. حاز على بكالوريوس في الدراسات الثقافية ثم عمل في عدة شركات من بينها فيرايزون.

## وصلات خارجية
- شون يزبك على موقع IMDb (الإنجليزية)
- شون يزبك على موقع أول موفي (الإنجليزية)
- شون يزبك على موقع قاعدة بيانات الفيلم (الإنجليزية)
- الموقع الرسمي
- شون يزبك في الفيلم